# Osaonica (miasto Novi Pazar)
Osaonica (cyr. Осаоница) – wieś w Serbii, w okręgu raskim, w mieście Novi Pazar. W 2011 roku liczyła 146 mieszkańców.